# Évora (Schiff, 1931)
Die Évora ist ein 1931 gebautes portugiesisches Passagierschiff, das bis 1975 als Fähre auf dem Tejo verkehrte und als erstes portugiesisches Schiff einen Dieselmotor verwendete. Nach einer Aufliegerzeit dient sie heute für Ausflugsfahrten in Lissabon.

## Bau und technische Daten

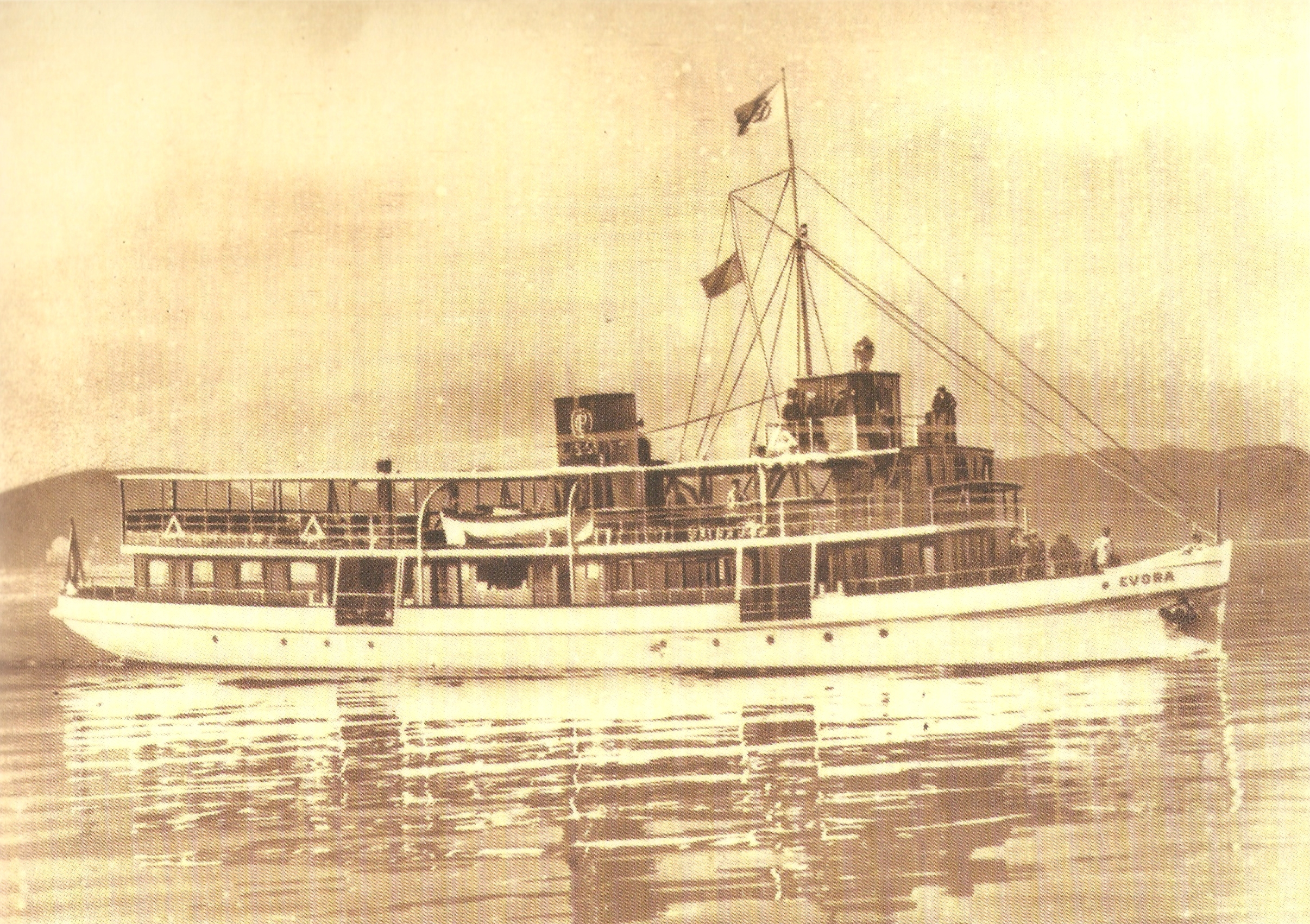
Die Évora im Jahr ihres Stapellaufes, 1931

Das Schiff wurde 1931 auf der Germaniawerft in Kiel auf Bestellung der portugiesischen Eisenbahngesellschaft Companhia dos Caminhos de Ferro Portugueses unter der Baunummer 520 auf Kiel gelegt. Gebaut wurde es unter Verwendung von Panzerplatten aus dem Ersten Weltkrieg. Beim Stapellauf am 18. Juli 1931 erhielt das Schiff, das als Fähre eingesetzt werden sollte, den Namen Évora nach der gleichnamigen Stadt Évora im Alentejo.
Seine Länge beträgt 36,53 Meter, es ist 8,04 Meter breit und weist einen Tiefgang von 1,80 Metern auf. Das Schiff ist mit 282 BRT bzw. 84 NRT vermessen. Als Antrieb baute die Werft auf Bestellung des Auftraggebers einen Dieselmotor, zu dem nur eine ungefähre Leistung von 500 PS genannt wird. Damit war die Évora das erste portugiesische Schiff, das über solch einen Motor verfügte. Der 1992 eingebaute Dieselantrieb besteht aus zwei Maschinen des Herstellers General Motors, die zusammen 360 PS erzeugen und auf zwei Schrauben wirken. Das Schiff war als Fähre ursprünglich für 350 Passagiere und ist heute für Hafenrundfahrten sowie Charterfahrten für 240 Passagiere zugelassen. Die Besatzung besteht aus vier Mann.

## Geschichte

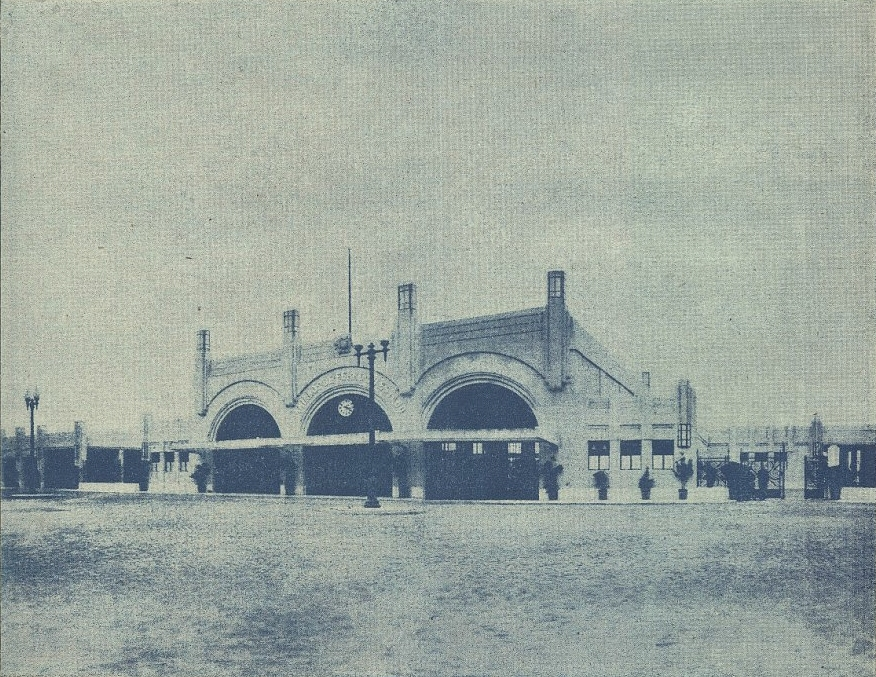
Lissaboner Fährterminal Fluvial do Terreiro do Paço 1933

### Fähre Lissabon–Barreiro
Die Companhia dos Caminhos de Ferro Portugueses unterhielt neben den Eisenbahnstrecken auch den Fährbetrieb zwischen dem nördlichen Ufer des Tejo in Lissabon und dem südlichen Ufer im Alentejo, um die Lücke im Eisenbahnbetrieb zu schließen. Sie nutzte die Évora ab der Auslieferung 1931 als Fähre („Cacilheiro“) auf der heute noch bestehenden Linie zwischen dem Lissaboner Terminal Fluvial do Terreiro do Paço und der Stadt Barreiro am Südufer des Flusses. Diese Fährverbindung galt bis zur Errichtung der Eisenbahnverbindung über den Tejo im Jahre 1999 als fester Bestandteil des portugiesischen Eisenbahnnetzes. Auf dieser Linie verkehrte die Évora über 40 Jahre bis zur Ausmusterung 1975.
Bei den Fahrgästen war die Évora ein beliebtes Schiff über den Tejo, da ihr Dieselmotor im Gegensatz zu den sonst üblichen kohlebetriebenen Dampfern die Kleidung nicht mit Ruß verunreinigte. Zudem war die Évora das schnellste Schiff über den Tejo und als modernstes Schiff der Flotte komfortabler als die älteren Fähren.

### Ausflugsschiff in Setúbal und Lissabon
Nach der Ausmusterung 1975 blieb die Évora mehrere Jahre aufgelegt. 1992 erhielt sie neue Dieselmotoren, die bis heute das Schiff antreiben. Im Jahr 2004 wurde die Évora modernisiert und für Hafenrundfahrten bzw. Ausflugsfahrten umgebaut. Neuer Besitzer wurde die Turisbuilding – Actividades Marítimo Turísticas, neuer Heimathafen Setúbal. Von dort bot der Veranstalter Minikreuzfahrten und Ausflüge an, die in der Nähe etwa zum Arrábida-Naturpark oder nach Portinho da Arrábida führten. Zwischen 2014 und 2017 wurde das Schiff erneut renoviert und wird von der Turisbuilding seitdem wieder von Lissabon für Ausflugsfahrten auf den Tejo genutzt.